# Larci Licini
Larci Licini (en llatí Lartius Licinius) va ser un magistrat romà contemporani de Plini el Vell. Formava part de la gens Làrcia, una antiga família romana patrícia d'origen etrusc.
Va ser propretor a Hispània i després governador (legat) a una província imperial. Va morir abans que Plini. Probablement era la mateixa persona que Plini el Jove menciona com a Largi Licini (Largius Licinius) al que el seu oncle havia fet una important venda. La forma correcta del nom resulta d'una inscripció reportada per Gruter.